# Svetsare

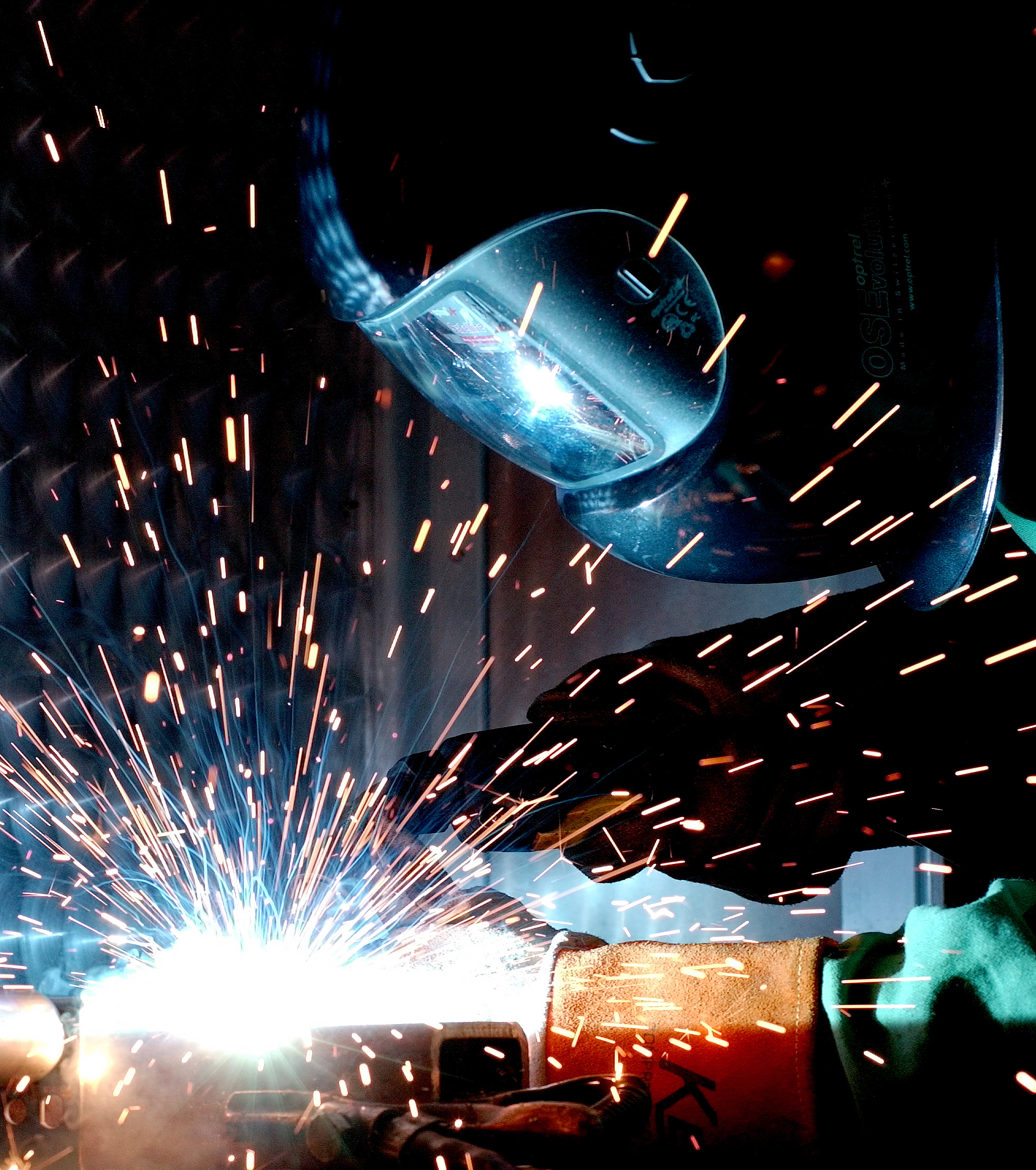
Svetsare sysselsatt med gasmetallbågsvetsning.

Svetsare är ett yrke där man arbetar med olika typer av svetsning. Arbetet förekommer inom tillverkningsindustrin, bygg- och anläggningsbranschen, och i samband med reparation och underhåll inom industrin.
I den svenska gymnasieskolan kan man utbilda sig till svetsare på Industritekniska programmets inriktning svetsteknik.